# عوف
عوف هي إحدى بلديات ولاية معسكر الجزائرية.